# ОДО (футбольный клуб, Свердловск)
ОДО (Свердловск) — советская футбольная команда, располагавшаяся в городе Свердловск. Представляла УрВО.

## История
Основана в 1936 году. Цвета красно-синие. Играла на стадионе «Авангард».
Играла также под названиями ДКА — 1936-41, ДО — 1948-49, 1952, СКВО — 1957-59.

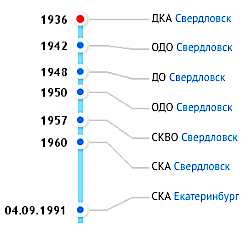

В чемпионатах СССР — во 2-й группе (1946-49), классе «Б» (1952, 1954, 1955, 1957-59), высшей лиге (1956). В высшей лиге 22 матча: +6 =4 −12, мячи 31-45, 11-е место. Закрепиться в элите команде не позволили организационные трудности.
Наибольшее количество матчей в высшей лиге: В. Бузунов и В. Скулкин — по 22, В. Гладких, Н. Линяев, И. Михин и Г. Неверов — по 21. Лучшие бомбардиры: В. Бузунов — 17, Б. Иванов — 5.
В Кубке СССР 22 матча: +11=2-9, мячи 51-26. Высшее достижение — 1/8 финала (1950, 1952).
Главный тренер в высшей лиге В. Н. Никаноров.
Также команда выиграла Кубок РСФСР среди КФК (1950) и первенство РСФСР среди КФК (1951).
После 1960 года команда участвовала в местных и внутриармейских соревнованиях.

## Достижения
- Победитель Кубка РСФСР среди КФК: 1950.
- Победитель Первенства РСФСР среди КФК: 1951.
- Победитель Первой лиги СССР: 1955.
- Победитель Спартакиады народов РСФСР (финальная стадия для команд-мастеров классов «А» и «Б»): 1956.

## Тренеры
- Созинов, Михаил Иванович (1946—1949)
- Базовой, Алексей Никитович (1950—1951)
- Мазанов, Георгий Васильевич (1952)
- Родос, Леонид Аркадьевич (1954)
- Балдин, Иван Иванович (1954)
- Кочетков, Иван Александрович (1954—1955)
- Никаноров, Владимир Николаевич (1955—1957)
- Родос, Леонид Аркадьевич (1958—1959)
- Смирнов, Юрий Сергеевич (1960-е — 1970-е)